# Grammorhabdus asperrimus
Grammorhabdus asperrimus är en mångfotingart som beskrevs av Carl 1932. Grammorhabdus asperrimus ingår i släktet Grammorhabdus och familjen orangeridubbelfotingar. Inga underarter finns listade i Catalogue of Life.